# Penck Glacier
Penck Glacier är en glaciär i Antarktis. Den ligger i Östantarktis. Argentina och Storbritannien gör anspråk på området. Penck Glacier ligger 228 meter över havet.
Terrängen runt Penck Glacier är platt åt sydväst, men åt nordost är den kuperad. Penck Glacier ligger nere i en dal. Trakten är glest befolkad. Närmaste befolkade plats är Belgrano II, 9,4 kilometer norr om Penck Glacier.